# Mein Herz und deine Stimme (Bruckner)
Mein Herz und deine Stimme, WAB 79 ist ein Lied von Anton Bruckner aus dem Jahr 1868.

## Geschichte
Bruckner komponierte das Lied nach einem Text von August von Platen 1868 während seines Aufenthalts in Linz. Er widmete es Pauline Hofmann, der Schwester seiner Schülerin Helene Hofmann.
Das Originalmanuskript ist verschollen, wird aber im Archiv der Österreichischen Nationalbibliothek aufbewahrt. 1930 erschien das Werk in Band III/2, S. 144–150 der Göllerich/Auer-Biographie. Das Lied wird in Band XXIII/1, Nr. 4 der Gesamtausgabe veröffentlicht.

## Text
Das Lied basiert auf einem Text von August von Platen, an dem Bruckner drei kleine Änderungen vorgenommen hat:
Laß tief in dir mich lesen,

Verhehl' mir dies auch nicht,

Was für ein Zauberwesen

Aus deiner Stimme spricht?

So viele Worte dringen

Ans Ohr uns ohne Plan,

Und während sie verklingen,

Ist alles abgetan.

Doch drängt sich nur von Ferne

Dein Ton zu mir sich her,

Behorch' ich ihn so gerne,

Vergess' ich ihn so schwer.

Ich bebe dann, entglimme

Von allzu rascher Glut.

Mein Herz und deine Stimme

Versteh'n sich allzu gut.

## Musik
Das 60 Takte lange Werk in A-Dur ist für Solostimme und Klavier besetzt. Die durchgehenden Triolen-Figuren auf dem Klavier sorgen für einen einheitlichen Hintergrund des Liedes.

## Diskografie
Unter den Aufnahmen von Mein Herz und deine Stimme seien erwähnt:
- Marie Luise Bart-Larsson (Sopran), Gernot Martzy (Klavier), Kammermusikalische Kostbarkeiten von Anton Bruckner – CD: Weinberg Records SW 01 036-2, 1996
- Robert Holzer (Bass), Thomas Kerbl (Klavier), Anton Bruckner Lieder/Magnificat – CD: LIVA 046, 2011. NB: Transponiert in F-Dur.[5]
- Elisabeth Wimmer (Sopran), Daniel Linton-France (Klavier) in Bruckner, Anton – Böck liest Bruckner I – CD – Gramola 99195, 3. Oktober 2018
- Calmus Ensemble  Mein Herz und deine Stimme, WAB 79 - Bruckner Vocal – Carus, 2023 (bearb. Høybye für Vokalquartett)
- Erinnerung - Bruckner in St. Florian, Alois Mühlbacher (Countertenor), Franz Farnberger (Flügel) – CD: Solo Musica SM 450, 2024
- Günther Groissböck (Bass), Malcolm Martineau (Klavier) - Männerliebe und Leben – CD Gramola 99294, 2024